# Zatoka Diomedesa
Zatoka Diomedesa (ros. бухта Диомид) – jedna z zatok, na które dzieli się rosyjska Zatoka Piotra Wielkiego, ma powierzchnię 0,42 km². Zatoka nosi nazwę od Diomedesa, pierwszego rosyjskiego statku, który rzucił w zatoce kotwicę w 1862 roku.